# Maria Rzeszutko
Maria Rzeszutko z d. Bachul (ur. 1920, zm. 2005) – polska Sprawiedliwa wśród Narodów Świata

## Życiorys
Maria Rzeszutko było jedną z siedmiorga dzieci Stanisława i Ludwiki Bachulów. Rodzeństwem Marii byli: Janina (ur. 1917), Roman (ur. 1918), Jan (r. 1928), Mieczysław (ur. 1929), Władysław (ur. 1920 lub 1922) i Anna (ur. 1924). Rodzina mieszkała w okolicy Makowa Podhalańskiego we wsi Osiedlec lub Bystra razem z matką Ludwiki, Antoniną. W czasie okupacji niemieckiej Bachulowie udzielili bezpiecznego schronienia wywiezionej z krakowskiego getta dwuipółletniej Sarze Glaser. Dziecko było córką Miriam Glaser, znajomej rodziny. Ze względu na zagrożenie prześladowaniami Sara została przysposobiona do życia w obrządku katolickim i stała się pełnoprawnym członkiem rodziny na czas okupacji. Maria aktywnie ukrywała Sarę przed represjami, zapewniała jej pożywienie oraz inne niezbędne dobra. Wspólnie z siostrą Anną i rodzicami zajmowała się codzienną opieką nad dzieckiem. Sara pozostała pod opieką Bachulów niemal do końca okupacji niemieckiej, kiedy to jej biologiczna matka Miriam Glaser odebrała ją po wyjściu z obozu koncentracyjnego w Oświęcimiu. Glaserowie mieszkały później przejściowo we Wrocławiu, następnie w obozie przejściowym dla osób przesiedlonych w Hofgeismar w Niemczech, po czym wyemigrowały do Izraela. W 1987 roku ukrywana podczas okupacji niemieckiej Sarah Lea Yareach domo Glaser odwiedziła dom swoich dawnych opiekunów.
Maria Rzeszutko zmarła w 2005 r. 12 września 1990 r. została uznana przez Jad Waszem za Sprawiedliwą wśród Narodów Świata. Razem z nią zostali odznaczeni jej rodzice Stanisław i Ludwika Bachulowie i rodzeństwo: Janina Siwiec z domu Bachul, Anna Radoń z domu Bachul, Władysław Bachul, Mieczysław Bachul oraz Roman Bachul.